# Mohammad Ali Khojastehpour
Mohammad Ali Khojastehpour   (Tabriz, 1 de gener de 1931 - Estats Units d'Amèrica, 2007) fou un lluitador iranià, especialista en lluita lliure, que va competir durant la dècada de 1950.
El 1956 va prendre part en els Jocs Olímpics d'Estiu de Melbourne, on guanyà la medalla de plata en la competició del pes mosca del programa lluita lliure. En el seu palmarès també destaca una medalla de plata en la Copa del Món de 1958.